# Anthony Downs
Anthony Downs (født 21. november 1930, død 2. oktober 2021) var en amerikansk økonom med speciale i offentlig politik og offentlig administration. Han var senior fellow ved Brookings Institution i Washington, DC fra 1977 til sin død. 

## Uddannelse
Downs havde en bachelorgrad i internationale relationer og politisk teori fra Carleton College i 1952, og en MA og Ph.D. i økonomi fra Stanford University i 1956. 
I An Economic Theory of Democracy (1957), et tidligt værk inden for rationel valgteori, fremsatte Downs paradokset i afstemningen, der hævdede, at væsentlige elementer i det politiske liv ikke kunne forklares ud fra vælgerens egeninteresse . Downs viste, at i demokratier udgør den samlede fordeling af politisk mening en klokkeformet kurve, hvor de fleste vælgere har moderate meninger; han hævdede, at denne kendsgerning tvinger politiske partier i demokratier til at indtage centristiske holdninger. 

### Venstre-højre kontinuum
I sit værk An Economic Theory of Democracy (1957) introducerede Downs en venstre -højre akse til økonomisk teori.  Til "venstre" placerede han kommunistiske partier, der ønsker helt statsplanlagte økonomier, og til "højre" placerede han konservative partier, der kræver en fuldstændig dereguleret økonomi.  Han hævdede, at de fleste vælgere har ufuldstændige oplysninger, når de stemmer på politiske kandidater i et demokrati, og derfor vil ty til økonomiske spørgsmål om "hvor meget statslig indgriben i økonomien der skal være", og hvordan partier vil kontrollere dette. Downs lånte kurven fra Harold Hotelling, der udviklede den til at forklare, hvordan dagligvarebutikker målrettede kunder. Downs' bog er siden blevet en af de mest citerede bøger inden for statsvidenskab. Hans venstre -højre aksemodel er blevet integreret i den mediane vælgerteori, der først blev artikuleret af Duncan Black .

## Eksterne links
- Simon Fraser Universitys byprogram har en podcast med en præsentation af ham kaldet Shaping the Region's Future: Connecting Land Use and Transportation .
- Optrådte på C-SPAN